# Sa'adabad
Sa'adābād (farsi سَعدآباد) è il capoluogo della circoscrizione omonima dello shahrestān di Dashtestan, nella provincia di Bushehr.